# Francesco Scalice
Francesco „Frank“ Scalice (ursprünglich wohl Scalise) (* 1893 in Palermo; † 17. Juni 1957 in New York City) war ein Mustache Pete der Amerikanischen Cosa Nostra und Oberhaupt der Gambino-Familie. Er war ein Cousin des Mafia-Killers John Scalise, den Al Capone 1929 ermorden ließ.

## Leben
Als sizilianischer Emigrant in Brooklyn geriet er in Kontakt mit der dortigen Mafia und ihm gelang der Aufstieg in einer kriminellen Karriere unter Salvatore D’Aquila. Nach dessen Ermordung 1928 hatte zunächst die Gruppe um Joe Masseria in Manhattan die Macht über die italienischen Gangster in der Stadt. Der Nachfolger von D’Aquila Alfred Mineo verbündete sich nun mit Joe Masseria, wodurch er auch in einen Konflikt mit Francesco Scalice geriet.
Als in diesem sogenannten Krieg von Castellammare am 5. November 1930 Mineo und sein Unterboss Stefano „Steve“ Ferrigno ermordet wurden, konnte Scalice als Verbündeter von Salvatore Maranzano Oberhaupt des später als Gambino-Familie bezeichneten Clans der Cosa Nostra in New York City werden. Da jedoch Maranzano am 10. September 1931 ermordet wurde, musste Scalice von seiner Position zurücktreten, die dann von Vincent Mangano eingenommen wurde.
Außerdem war Scalice, auch als Don Cheech bekannt, lange Zeit mit Charles Luciano und Frank Costello verbunden und lernte Albert Anastasia während der Alkoholprohibition kennen. So war er am 15. August 1930 mit Anastasia während des sogenannten Krieges von Castellammare in die Ermordung von Peter Morello, einem Unterboss von Joe Masseria, und den Kredithai Giuseppe Periano verwickelt.
Nach dem Ende der Prohibition stieg Scalice in den illegalen Drogenhandel von Lucky Luciano ein und wickelte den Tausch von Geld in Heroin ab, das dann vermutlich in die USA gebracht wurde.
Während der 1940er und 1950er Jahre managte er Baufirmen der Mafia und kümmerte sich um den Drogenhandel in der Bronx. Seit etwa 1951 galt er als Unterboss von Albert Anastasia. Am 17. Juni 1957 wurde er von unbekannten Killern vor einem Obst- und Gemüseladen erschossen. Einer der Beteiligten soll laut Joe Valachi, der als Pentito zu einem Informanten der Regierung geworden war, der durch Anastasia beauftragte Jimmy Squillante gewesen sein.

## Nachlass
Seine Ermordung vor dem Obststand in der 2380 Arthur Avenue soll Anregung für eine Szene des Mafiafilms Der Pate gewesen sein. Hintergrund der Ermordung könnte ein geplatzter 20-kg-Heroin-Deal gewesen sein, bei dem Scalice seine Partner ungenügend entschädigte. Laut Valachi beschuldigte Anastasia jedoch Scalice, „Handel“ mit der Mitgliedschaft in der Cosa Nostra getrieben zu haben: Gangster zahlten Scalice demnach 50.000 US-Dollar, anstatt sich durch einen Mord zu „bewähren“.
Als sein Bruder Joseph Scalice Ambitionen hegte, seinen Bruder zu rächen, verschwand er am 19. September 1957 nach einer Willkommensparty und wurde vermutlich ermordet.
Der Pentito Joe Valachi sagte laut Peter Maas später aus, dass James „Jimmy“ Squillante Scalice ermordet und die zerstückelte Leiche mittels eines Müllwagens beseitigt haben soll.